# Agustí Montal Galobart
Pour les articles homonymes, voir Agustí Montal et Montal (homonymie).
Agustí Montal Galobart, né en 1906 à Barcelone (Catalogne, Espagne) et mort le 8 avril 1964, est un chef d'entreprise espagnol. Il préside le FC Barcelone entre 1946 et 1952. Son fils Agustí Montal Costa préside aussi le FC Barcelone (1969-1977).

## Biographie

### Présidence du FC Barcelone (1946-1952)
En novembre 1945, Agustí Montal Galobart présente une motion demandant la fin de la période provisoire à la direction du club. Il est à ce moment le comptable du comité présidé par Josep Vendrell. Le comité considéra que Montal était le candidat idéal et présenta sa candidature aux Fédérations de football espagnole et catalane. Entre 1939 et 1953, le président du club est désigné par les autorités du régime franquiste. Le 20 septembre 1946, Agustí Montal Galobart est désigné président du FC Barcelone. Il initie un des mandats les plus fructueux de l'histoire du club
Durant ses six années à la tête du club, le Barça passe de 20 000 à 30 000 socios (abonnés), remporte deux championnats d'Espagne consécutifs (1948 et 1949) et le club célèbre en grande pompe son 50e anniversaire en novembre 1949. À l'occasion de cet anniversaire, le club organise un tournoi triangulaire auquel prennent part les Brésiliens du SC Palmeiras et les Danois du Boldklubben de Copenhague, ainsi que des matchs dans d'autres disciplines sportives et des actes festifs incluant un festival de sardane. Un hommage est rendu au premier président du Barça l'Anglais Walter Wild, ainsi qu'à Hans Gamper, fondateur du club. Le petit-fils de Gamper est présent et donne le coup d'envoi d'un des matchs.
Durant la présidence de Montal a lieu en 1948 la première assemblée de socios d'un club depuis la Guerre d'Espagne. Plusieurs symboles du club sont récupérés, comme le buste en bronze de Hans Gamper qui retourne au Stade des Corts, ou la rue portant le nom de Gamper près du stade qui avait changé de nom après la guerre. Auparavant, en 1947, Agustí Montal apprenant les ennuis économiques et de santé de l'ancien joueur Emil Walter lui envoie hebdomadairement un paquet de vivres en Allemagne.
Montal, bien conseillé par Josep Samitier, à la grande idée de recruter Laszlo Kubala en 1950 qui bientôt devient un phénomène de masse à Barcelone.
La saison la plus brillante lors du mandat de Montal est la saison 1951-1952 avec l'entraîneur Ferdinand Daučík et des joueurs tels que  Antoni Ramallets, Laszlo Kubala, Estanislao Basora, César, Eduardo Manchón, Josep Seguer, Gustavo Biosca, Joan Segarra, Gonzalvo III, Bosch et Vila, qui remportent le championnat d'Espagne, la Coupe d'Espagne, la Coupe latine, la Coupe Eva Duarte et le Trophée Martini & Rossi, cinq titres qui donnèrent le surnom de "Barça des Cinq Coupes" (en catalan, Barça de les 5 Copes).
Le Stade des Corts devient trop petit pour accueillir les milliers de supporters qui voulaient voir les matchs de cette grande équipe. Le 14 novembre 1950, Montal obtient l'avis favorable de l'assemblée des socios pour acheter des terrains à la Travessera de Les Corts où allait se construire le gigantesque Camp Nou Les travaux commencent en 1954 sous la présidence de Francesc Miró-Sans et s'achèvent en 1957.
Le 16 juillet 1952, Agustí Montal renonce à la présidence du FC Barcelone et c'est le vice-président Enric Martí qui lui succède.